# 全日本一輪車競技大会 (ペア・グループ演技部門)
全日本一輪車競技大会 (ペア・グループ演技部門)（ぜんにほんいちりんしゃきょうぎたいかい ペア・グループえんぎぶもん）とは、公益社団法人日本一輪車協会（JUA）が主催する一輪車演技部門の全日本大会のうち、ペア部門及びグループ部門の大会である。
日本一輪車協会が主催する演技部門の全日本大会はこの他、ソロ演技部門の大会と舞台演技部門の大会がある。
ペア演技部門とグループ演技部門は同一日に開催される一方、ソロ大会は別の日程・会場で開催されることから、このように表現される。

## 概要
一輪車競技の演技部門とは、一輪車に乗りながら曲に合わせてグループ（又はペア、ソロ）による演技を行い、その芸術性や一輪車乗車の技術力を競う競技である。スケート競技におけるフィギュア部門に相当する。ソロ・ペア・グループ演技部門は体育館のフロアを使って演技を行うが、ホールのステージを使って演技を行う部門が舞台演技部門である。一輪車演技としては、体育館のフロアで行うグループ部門が最も競技人口の多い部門である。日本一輪車協会の各支部が開催する演技部門の大会も増えてきているが、全日本一輪車競技大会 (ペア・グループ演技部門)は、それらの大会の頂点に位置する大会である。
1985年に第１回大会を開催し、2011年大会は第27回大会である。
初期の大会は神奈川県大和市や青森県青森市などで開催されていたが、2003年以降は概ね毎年7月下旬～8月上旬の休日に、国立代々木第二体育館で開催されている。ただし、2年に一度開催される国際一輪車競技大会(UNICON )と開催日程が近い場合、日程をずらすことがある。
2011年大会は12都道県の38クラブから、46グループ、44ペア、選手549人が出場している。

## 参加資格・大会ルール・出場クラス・競技方法
- 参加資格 
  - 大会ルール、審査内容を理解し、賛同できる団体及び選手の上級者で、事前審査に通過した者。
- 大会ルール
  - ペア演技　2人一組　演技時間：2分45秒
  - グループ演技　5人以上／1チーム　演技時間：4分30秒
※タイヤ・ペダル・サドルは、室内専用のものを使用し、床にキズがつく一輪車は使用禁止。
- 出場クラス：ペア演技部門、グループ演技部門共に次のクラスに分かれる。
  - 小学生　メンバーの最年長選手が小学生
  - 中学生　メンバーの最年長選手が中学生
  - 高校生以上　メンバーの最年長選手が高校生以上
メンバーの最年長選手によるクラス分けであるため、高校生以上グループでも参加メンバーの半数以上が中学生以下である。
- 競技方法
  - ペア・グループ演技別に各クラス順に参加者が一度だけ演技を行い、審査員による採点により順位を決定する。

## 事前審査
予選となる地方大会はなく、参加を希望する者は事前に演技をビデオ撮影し、提出されたビデオにより事前審査を行い、大会参加者を決定するが、前年度大会入賞グループ・ペアは一定の条件で事前審査が免除される。2010年大会では、グループ演技部門で50チームのエントリーに対し、事前審査通過は40チーム、ペア演技部門で103ペアのエントリーに対し、事前審査通過は47ペアであった。

## 表彰
各種目・クラスごとに、上位3位まではメダルと賞状、4位～6位は賞状が授与される。クラスを通じ、最も優れた演技が総合優勝とされる。
その他に特別表彰として以下がある。
- 文部科学大臣杯（グループ演技総合優勝チームに授与）
- 前田充明旗（グループ演技総合優勝チームに授与）
- （公社）日本一輪車協会長杯（ペア総合優勝者に授与）
- 東京コカコーラボトリング(株)杯（クラス優勝者に授与）

審査に当たっては、衣装や小道具の芸術性も評価対象となっている。
27回の大会のうち13回の大会で、青森県弘前市の豊田児童センターがグループ総合優勝を果たしている。